# 눌림목
눌림목은 장기매매보다는 단기매매에서 주로 사용되는 주식거래의 용어이다. 주식 변동을 확인할 수 있는 차트에서 주가가 상승할때와 하락할때를 구분지어 볼 수 있다면 눌림목은 지속적으로 주가가 상승하다가 한번 내려갔다 올라가는 현상을 말한다. 20일선의 단기매매에서 눌림목 매매는 상승하는 주가가 20일선에서 오르지 않고 머무는 것을 매수하여 반등을 하면 수익을 내는 기법으로 역상의 조짐으로 파악한다. 주식이 상승으로 전환되는 시점이나 기나긴 조정이 있은 후 상승을 하는 주식들이 눌림목이 발생할 확률이 높으며 더욱 확실히 하기 위해서는 거래량을 같이 살펴보고 거래량이 상승할때는 높고 눌림 구간에서 감소해왔다는 것을 살펴보면 확인이 가능하다.